# Epiprinus lanceifolius
Epiprinus lanceifolius är en törelväxtart som beskrevs av Léon Camille Marius Croizat. Epiprinus lanceifolius ingår i släktet Epiprinus och familjen törelväxter.
Artens utbredningsområde är Vietnam. Inga underarter finns listade i Catalogue of Life.